# Bchira Ben Mrad

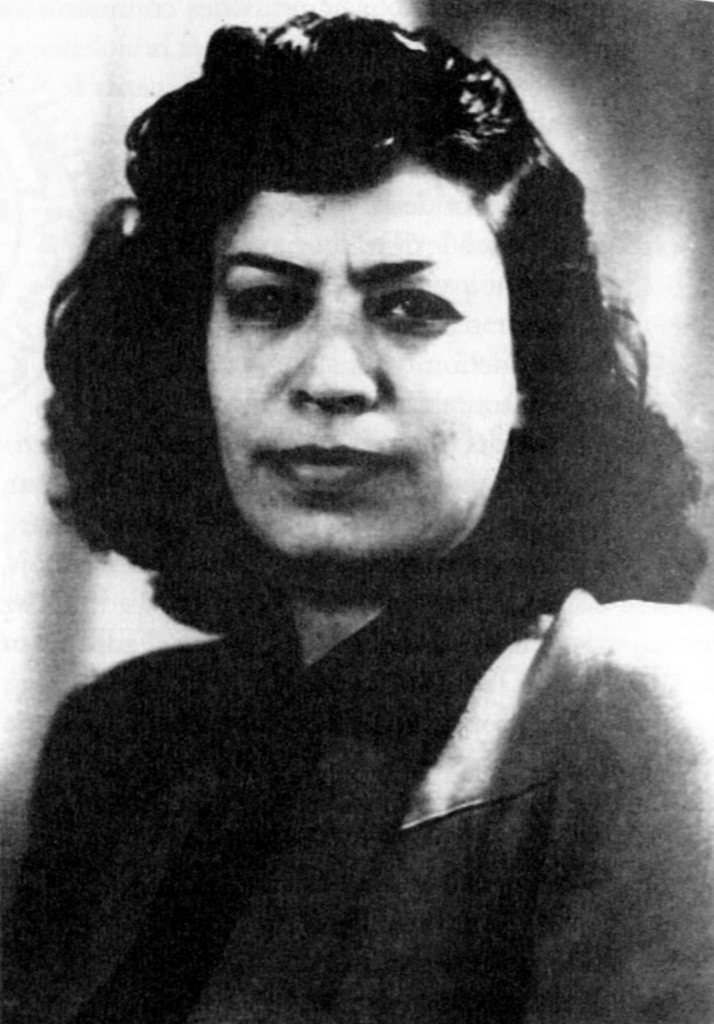
Bchira Ben Mrad in den 1930er Jahren

Bchira Ben Mrad (arabisch بشيرة بن مراد; geboren 1913 im Französischen Protektorat Tunesien; gestorben 4. Mai 1993 in Tunesien) war eine tunesische Patriotin und Frauenrechtlerin. Sie gründete 1936 die erste tunesische Frauenorganisation Union musulmane des femmes de Tunisie, deren Vorsitzende sie bis 1956 war. Sie unterstützte damit die tunesische Unabhängigkeitsbewegung und ermutigte Frauen gleichzeitig, sich durch gesellschaftliches Engagement in einer patriarchalen Gesellschaft und durch Bildung unabhängig zu machen. 1989 wurde sie zur Kommandeurin des tunesischen Unabhängigkeitsordens ernannt.

## Leben

### Familie
Ben Mrad wurde in eine alte tunesische Familie religiöser Intellektueller (Ulema) osmanischer Herkunft geboren, die auf Ali Khodja Al Hanafi zurückgehen soll, einen osmanischen Militär und Imam der Armee, der 1574 wegen der Schlacht bei La Goulette gegen die Armee von Karl V. nach Tunis kam. Er war Offizier in der Armee von Koca Sinan Pascha und hatte einen Sohn namens Mohamed von seiner aus Graz stammenden Frau. Dieser hatte zwei weitere Söhne, der eine Murad, der die Ben-Mrad-Linie begründete, und der andere Mohamed, der die Belkhodscha-Linie begründete.
Bchira Ben Mrad war die Tochter des Schaich al-Islam Mohamed Salah Ben Mrad und die Enkelin des Mufti von Tunis Hmida Ben Mrad. Ihre Mutter Sallouha war die Tochter eines anderen Schaich al-Islam: Mahmoud Belkhodscha. Die Mutter starb, als ihre Tochter zehn Jahre alt war.
Mit 17 Jahren wurde Ben Mrad mit Ahmed Zahar verheiratet. Zu ihrem Bedauern hatten die beiden keine Kinder. Ihr Ehemann unterstützte ihre Aktivitäten.

### Ausbildung
Ben Mrads Vater legte Wert darauf, dass sie und ihre Schwestern neugierig waren, dass sie Bücher lasen und lernten. Neben der üblichen Koranschule besuchte Ben Mrad das Lycée de la rue du Pacha in Tunis, eine der wenigen nicht-konfessionellen Schulen für Mädchen mit einem modernen Lehrplan. Nach einem Jahr musste sie auf Druck ihres Onkels, der entschieden gegen Mädchenbildung war, die Schule verlassen. Ihr Vater Mohamed Salah Ben Mrad übernahm dann selbst den Unterricht seiner Töchter zu Hause. Schließlich engagierte er die besten Lehrer der Ez-Zitouna-Moschee, der ihnen die arabische Sprache, Grammatik und Arithmetik beibrachten. Ihr Großvater, Scheich H'Mida Ben Mrad, ebenfalls Mufti und Lehrer an der Ez-Zitouna-Moschee, lehrte die Mädchen das logische Denken und den Syllogismus von Farabi. Er gab ihnen im Winter Privatunterricht in ihrem Haus in Tourbet el Bey und im Sommer in ihrem Haus in Sidi Bou Said.

### Union musulmane des femmes de Tunisie
Ben Mrad wollte eine Organisation schaffen, in der sich auch Frauen an der tunesischen Unabhängigkeitsbewegung beteiligen konnten.
1936 veranstaltete Ali Belhouane mit anderen Aktivisten eine Kollekte für die Unabhängigkeitsbewegung bei in Frankreich lebenden maghrebinischen Studenten, war aber erfolglos. Daraufhin beschloss Ben Mrad, einen Spendenaufruf unter Frauen zu organisieren. Sie holte sich die Zustimmung der nationalistischen Führer wie Belhouane und Mongi Slim, die zunächst skeptisch waren, und gründete ein Organisationskomitee, dem Naïma Ben Salah, Tawhida Ben Cheikh (die erste Ärztin in Tunesien), die Hajjaji-Töchter (deren Vater Minister war), Hassiba Ghileb (Enkelin des Scheichs El Médina Sadok Ghileb) und Nébiha Ben Miled (Ehefrau von Ahmed Ben Miled) angehörten: Es gelang ihnen, 9.000 Menschen im Dar El Fourati, dem Wohnsitz einer bürgerlichen Kaufmannsfamilie, zu versammeln und eine große Geldsumme zu sammeln, die den nationalistischen Führern übergeben wurde. Eine Woche später, im Mai 1936, gründete Ben Mrad die Union musulmane des femmes de Tunisie (UMFT) und bildete damit die erste tunesische Frauenorganisation.
Die UMFT, die von den französischen Behörden erst 1951 ihre Zulassung erhielt, legte eine Satzung fest, die zum Ziel hatte, Bekanntschaften zwischen Frauen zu fördern, sie innerhalb der Grenzen von Moral und Religion zu Bildung zu ermuntern und Einrichtungen für Jugendliche und Kinder zu fördern. Ständige Mitglieder des Vorstands waren Hamida Zahar (Generalsekretärin und Schwester von Bchira), Tawhida Ben Cheikh (erste Ärztin in Tunesien), Badra Ben Mustapha (eine der sechs ersten Hebammen, die 1932 ihren Abschluss machten), Nébiha und Essia Ben Miled (Schwestern von Bchira), Hassiba Ghileb, Souad Ben Mahmoud, Naïma Ben Salah, Jalila Mzali und Mongiya Ben Ezzeddine. Weitere Frauen, die sich der UMFT anschlossen, waren Moufida Bourguiba, Wassila Ben Ammar, Radhia Haddad und Fethia Mzali.
Die UMFT arbeitete mit der Neo-Destur-Partei zusammen, die als modernistische und laizistische Partei für die Unabhängigkeit Tunesiens kämpfte.
Präsident Habib Bourguiba, der mit Bchira Ben Mrad korrespondierte, sie bei mehreren Gelegenheiten besuchte und sie Um Tunes (Mutter Tunesiens) nannte, ignorierte sie 1956 nach der Erlangung der Unabhängigkeit völlig. Er löste die UMFT auf und gründete die Union nationale de la femme tunisienne (Nationale Union der tunesischen Frau), wobei er Ben Mrads Namen nicht ein einziges Mal erwähnte. Sie fühlte sich dadurch gedemütigt und zeigte sich verbittert über die fehlende Anerkennung all derer, die sie Jahre lang finanziell unterstützt hatte.

### Autorin und Vortragsreisende
Ben Mrad beherrschte das Arabische ausgezeichnet, interessierte sich für Lyrik und hatte schreiben gelernt.
Mit der Unterstützung ihres Vaters und ihrer Schwestern veröffentlichte sie zahlreiche Artikel zu Frauenthemen in der Zeitschrift ihres Vaters Chams al-Islam (Die Sonne des Islam). So etwa Artikel wie „Das junge Tunesien und die jungen tunesischen Frauen“, „Männer und Frauen unterstützen einander“ oder „Bildet Frauen aus, wenn ihr Würde und Leben wollt“. Zentrale Aussage ihrer Artikel war, dass Männer gegen den Koran handeln, wenn sie Frauen zu Hause einsperren und dass selbstständige, gut gebildete Frauen den Familien und der Gesellschaft eine große Hilfe sind. Diese Position vertrat sie auch immer wieder auf Vorträgen im Land.
1938 veröffentlichte sie in ihrer eigenen Zeitung Tunis el Fatet (Das junge Tunis) den Artikel „Frauen und Bildung“ und brachte darin ihre Genugtuung zum Ausdruck, dass tunesische Frauen immer selbständiger und gebildeter würden.
Manche Autoren beschreiben Ben Mrad als Feministin, manche als Reformerin, manche schreiben ihr konservative islamische Wertvorstellungen zu.

## Ehrungen
1989 wurden Bchira Ben Mrad neben anderen Frauen, darunter Badra Ben Mustapha, die Insignien als Kommandeurin des tunesischen Unabhängigkeitsordens überreicht.
2001 erschien auf Arabisch die Biografie von Mahmoud Chemmam, der sie mit dem Titel Bchira Ben Mrad, Anführerin der tunesischen Frauenbewegung ehrte.
Die Feierlichkeiten zu ihrem 100. Geburtstag fanden am 1. Dezember 2013 im Stadttheater von Tunis statt.
Anlässlich des Internationalen Frauentags am 8. März 2019 weihte die Stadtverwaltung von Ariana Straßen ein, die nach wegweisenden tunesischen Frauen benannt wurden, darunter auch Bchira Ben Mrad.